# あした元気になあれ (森口博子のアルバム)
『あした元気になあれ』（あしたてんきになあれ）は、森口博子の6枚目のスタジオ・アルバム。1993年12月1日にキングレコードから発売された。

## 解説
- 前作『いっしょに歩いていける』から約5ヶ月ぶりのアルバムで、テレビ朝日系『F1 ジャパン・グランプリ93』のテーマソングである「愛は夢のとなりに 〜Dear Formula 1 Pilot〜」ほか、全10曲が収録されたアルバムである。
- 10曲目の「Merry Christmas Night」を除き、コーラスに当時メジャー・デビューしたばかりの奥井雅美が参加している。

## 収録曲
| 全編曲: 本間昭光(except #10 編曲: 大谷和夫)。 |                                                                  |                    |            |       |
| #                                             | タイトル                                                         | 作詞               | 作曲       | 時間  |
| 1.                                            | 「あした元気になあれ」                                           | 渡辺なつみ         | 上杉洋史   | 5:03  |
| 2.                                            | 「北海道へ行こうよ」                                             | 渡辺なつみ         | M&M        | 4:25  |
| 3.                                            | 「初日の出 見に行こう」                                          | 芹沢類             | 井上慎二郎 | 5:00  |
| 4.                                            | 「今年のValentine」                                              | 渡辺なつみ         | 井上慎二郎 | 4:33  |
| 5.                                            | 「フライドグリーントマト」                                       | 朝水彼方           | 尾関昌也   | 3:59  |
| 6.                                            | 「幸せは簡単に」                                                 | 芹沢類             | 井上慎二郎 | 4:29  |
| 7.                                            | 「愛は夢のとなりに 〜Dear Formula 1 Pilot〜」(ALBUM MIX VERSION) | 森口博子・吉元由美 | 上田知華   | 4:49  |
| 8.                                            | 「冬の花火」                                                     | 渡辺なつみ         | 大坪直樹   | 4:50  |
| 9.                                            | 「DUST SHUTE NIGHT」                                             | 真名杏樹           | 井上慎二郎 | 4:45  |
| 10.                                           | 「Merry Christmas Night」                                        | 森口博子           | 西村由紀江 | 4:12  |
| 合計時間:                                     | 合計時間:                                                        | 合計時間:          | 合計時間:  | 46:05 |

## 楽曲解説
1. あした元気になあれ
  - 1994年2月16日に発売された、Dual Dreamとのコラボレーションシングル「Let's Go」のカップリング曲としてシングルカットされた[3]。
2. 北海道へ行こうよ
  - 作曲のM&Mは、シンガーソングライターである鮎川麻弥のペンネーム。
3. 初日の出 見に行こう
4. 今年のValentine
5. フライドグリーントマト
6. 幸せは簡単に
7. 愛は夢のとなりに 〜Dear Formula 1 Pilot〜 (ALBUM MIX VERSION)
  - 先行シングルのアルバムバージョン。
  - テレビ朝日系『F1 ジャパン・グランプリ93』テーマソング
8. 冬の花火
9. DUST SHUTE NIGHT
10. Merry Christmas Night

## 参加ミュージシャン
| あした元気になあれ - Electric Guitar：松下誠 - Acoustic Guitar, Mandolin：吉川忠英 - Backing Vocal：奥井雅美 - Synthesizers Operator：飯田高広 - Synthesizers：本間昭光 北海道へ行こうよ - Electric Guitar：是永巧一 - Backing Vocal：奥井雅美 - Synthesizers Operator：堀川満志 - Synthesizers, Acoustic Piano：本間昭光 初日の出 見に行こう - Electric Guitar：是永巧一 - Backing Vocal：奥井雅美 - Synthesizers Operator：飯田高広 - Synthesizers：本間昭光 今年のValentine - Electric Guitar：是永巧一 - Acoustic Guitar：吉川忠英 - Backing Vocal：奥井雅美, 井上慎二郎 - Synthesizers Operator：堀川満志 - Synthesizers, Acoustic Piano：本間昭光 フライドグリーントマト - Electric Guitar：是永巧一 - Backing Vocal：奥井雅美 - Synthesizers Operator：飯田高広 - Synthesizers：本間昭光 | 幸せは簡単に - Electric Guitar：是永巧一 - Acoustic Guitar：吉川忠英 - Backing Vocal：奥井雅美, 井上慎二郎 - Synthesizers Operator：堀川満志 - Synthesizers：本間昭光 愛は夢のとなりに 〜Dear Formula 1 Pilot〜 (ALBUM MIX VERSION) - Electric Guitar：中川雅也 - Guitar Solo：是永巧一 - Acoustic Guitar：吉川忠英 - Drums：村石雅行 - Backing Vocal：奥井雅美 - Synthesizers Operator：飯田高広 - Synthesizers：本間昭光 - Ending Chorus：井上慎二郎, 深堀英和, 柳澤一彦, 花田勝志, 池江亜紀子, 森川尚江, 栗原ゆり子, 中村亜矢, 広重ルリ子, 曽我勲, 小川陽子 冬の花火 - Electric Guitar：矢吹俊郎 - Backing Vocal：奥井雅美 - Synthesizers Operator：飯田高広 - Synthesizers：本間昭光 DUST SHUTE NIGHT - Electric Guitar：渡辺格 - Backing Vocal：奥井雅美 - Synthesizers Operator：飯田高広, 堀川満志 - Synthesizers, Acoustic Piano, Pianica：本間昭光 Merry Christmas Night - Piano：西村由紀江 - Conductor：大谷和夫 - Strings：潘音 - Violin：宇都宮陽子, 鈴木明彦, 渡辺恭孝, 潘宣林, 脇精一, 清家孝子, 山田健一, 坂本最, 家野洋一 - Viola：岩間俊也, 橋本顕一 - Cello：千本博愛, 永山利彦 |